# Seul (stacja kolejowa)
Seul – główna stacja kolejowa w Seulu, w Korei Południowej. Posiada 6 peronów.